# Francisco Javier Agulló Rodríguez
Francisco Javier Agulló Rodríguez (Oriola, 1981) és un artista urbà valencià, conegut pel pseudònim Sealtres. El nom és la combinació del seu primer tag, Seal, amb el nom del col·lectiu del que formava part, Tres.
Comença a pintar el 1991, arran de la visita del grafiter Suzen a la seua ciutat. Prompte s'interessa pels treballs dels pioners de la ciutat d'Alacant, com Tom Rock o Loco 13.